# Mount Spohn
Mount Spohn ist ein 3240 m hoher und markanter Berg in der antarktischen Ross Dependency. Im Otway-Massiv der Grosvenor Mountains ist er die höchste Erhebung des Gebirgskamms an der Westflanke des Burgess-Gletschers.
Das Advisory Committee on Antarctic Names benannte ihn 1965 nach  Harry R. Spohn, Meteorologe des United States Antarctic Research Program auf der Amundsen-Scott-Südpolstation im Jahr 1963.